# بیمارستان ایالتی آلن‌تاون
بیمارستان ایالتی آلن‌تاون (به انگلیسی: Allentown State Hospital) بیمارستانی همگانی در ایالات متحده آمریکا است که در ۱۹۱۲ میلادی ساخته شد و دارای ۲۱۰ تخت است.